# RC6 (RTV)
Philips RC6 – standard przesyłu danych pomiędzy pilotem – nadajnikiem podczerwieni a odbiornikiem (telewizorem, magnetowidem i innymi urządzeniami), opracowany i opatentowany przez firmę Philips. Jest on następcą standardu Philips RC5, umożliwia obsługiwanie większej liczby urządzeń oraz przesyłanie dodatkowych funkcji. Licencję na standard RC6 posiada również firma Microsoft.

## Opis
Ponieważ standard RC6 został opatentowany, szczegółowe informacje o tym protokole są trudne do zdobycia. Część informacji na ten temat jest wynikiem inżynierii wstecznej.
Pierwszą różnicą pomiędzy standardem RC5 a RC6 jest inny czas trwania przesyłanych bitów. Bity informacji są przesyłane za pomocą kodowania Manchester, w którym zastosowano odwrotną konwencję, czyli przesłanie stanu "10" = logiczna "1", a przesłanie stanu "01" = logiczne "0". Przesłanie jednego bitu trwa 888 μs, jest to dwukrotnie krócej niż w przypadku standardu RC5.
Przesyłanie bitu przełącznikowego (ang. Trailer bit) trwa z dwukrotną długością zwykłego bitu informacji.
Dodatkową zmianą jest wprowadzenie impulsu wprowadzającego (ang. Leader pulse), służącego do ustawienia ARW w odbiorniku podczerwieni. Jest to sygnał trwający 2666 μs i przerwa trwająca 889 μs.
W standardzie RC6 istnieje osiem trybów (ang. Mode) przesyłania informacji. Najczęściej spotykany jest tryb 0, stosowany głównie w odbiornikach TV.

### Tryb 0
Tryb 0 umożliwia kierowanie 256 rozkazów do jednego z 256 urządzeń.
Pojedynczy rozkaz przesyłany w tym trybie to ciąg 21 bitów:
- Impuls wprowadzający,
- 1 bit start (logiczna "1"),
- 3 bity "Mode", określający sposób przesyłania informacji, w tym trybie mają one wartość "000",
- 1 bit przełącznikowy, zmieniający wartość za każdym wciśnięciem przycisku,
- 8 bitów adresu urządzenia,
- 8 bitów kodu rozkazu.